# Мушчел (Арджеш)
Мушчел (рум. Mușcel) — село у повіті Арджеш в Румунії. Входить до складу комуни Ботень.
Село розташоване на відстані 114 км на північний захід від Бухареста, 43 км на північний схід від Пітешть, 142 км на північний схід від Крайови, 62 км на південний захід від Брашова.

## Населення
За даними перепису населення 2002 року у селі проживали 106 осіб, усі — румуни. Усі жителі села рідною мовою назвали румунську.